# アヤニン
アヤニン (ayanin) は、フラボノイドの一種であるO-メチル化フラボノールの一つである。アヤニンはクェルセチンの3,7,4'-トリ-O-メチル化体である。クロトンノキ属植物のCroton schiedeanusに含まれている。また、クェルセチンのメチル化によっても得られる。

## 生合成
3,7-ジメチルクェルセチン 4'-O-メチルトランスフェラーゼは、S-アデノシルメチオニンとラムナジンを基質として、S-アデノシルホモシステインとアヤニンを生成する。